# Zachary (Louisiane)
Pour les articles homonymes, voir Zachary.
Zachary est une ville américaine située dans la paroisse de Baton Rouge Est en Louisiane. Selon le recensement de 2010, elle compte 14 960 habitants (contre 11 275 en 2000).

## Histoire
Dans les années 1880, Darel Zachary donne des terrains à la Illinois Central Railroad pour construire une gare ferroviaire sur la ligne reliant Memphis à La Nouvelle-Orléans. Une ville prend peu à peu forme autour de la gare et devient une municipalité à part entière en 1889. En 1903, une grande partie de Zachary est ravagée par un incendie.

## Personnalité liée à la commune
- Frank Brian, né le 1er mai 1923 à Zachary, joueur américain de basket-ball.
- Jaylon Ferguson (1995-2022), joueur américain de football américain.